# Szkeleton a 2022. évi téli olimpiai játékokon
A 2022. évi téli olimpiai játékokon a szkeleton versenyszámait a pekingi Hsziaohajtuo (Xiaohaituo) bob- és szánkópályán rendezték február 10. és 12. között. A férfiaknak és a nőknek is egy–egy versenyszámot rendeztek.

## Naptár
Az időpontok helyi idő szerint (UTC+8) és magyar idő szerint (UTC+1) is olvashatóak. A döntők kiemelt háttérrel vannak jelölve.
| Dátum       | Helyi idő | Magyar idő | Versenyszám             |
| ----------- | --------- | ---------- | ----------------------- |
| február 10. | 09:30     | 02:30      | férfi egyes, 1–2. futam |
| február 11. | 09:30     | 02:30      | női egyes, 1–2. futam   |
| február 11. | 20:20     | 13:20      | férfi egyes, 3–4. futam |
| február 12. | 20:20     | 13:20      | női egyes, 3–4. futam   |

## Éremtáblázat
(Az egyes számoszlopok legmagasabb értéke, vagy értékei vastagítással kiemelve.)
| A 2022. évi téli olimpiai játékok éremtáblázata szkeletonban | A 2022. évi téli olimpiai játékok éremtáblázata szkeletonban | A 2022. évi téli olimpiai játékok éremtáblázata szkeletonban | A 2022. évi téli olimpiai játékok éremtáblázata szkeletonban | A 2022. évi téli olimpiai játékok éremtáblázata szkeletonban | Olimpia  |
| ------------------------------------------------------------ | ------------------------------------------------------------ | ------------------------------------------------------------ | ------------------------------------------------------------ | ------------------------------------------------------------ | -------- |
|                                                              | Ország                                                       | Arany                                                        | Ezüst                                                        | Bronz                                                        | Összesen |
| 1.                                                           | Németország (GER)                                            | 2                                                            | 1                                                            | 0                                                            | 3        |
|                                                              |                                                              |                                                              |                                                              |                                                              |          |
| 2.                                                           | Ausztrália (AUS)                                             | 0                                                            | 1                                                            | 0                                                            | 1        |
|                                                              |                                                              |                                                              |                                                              |                                                              |          |
| 3.                                                           | Hollandia (NED)                                              | 0                                                            | 0                                                            | 1                                                            | 1        |
| 3.                                                           | Kína (CHN)                                                   | 0                                                            | 0                                                            | 1                                                            | 1        |
|                                                              |                                                              |                                                              |                                                              |                                                              |          |
| Összesen                                                     | Összesen                                                     | 2                                                            | 2                                                            | 2                                                            | 6        |

## Érmesek
| A 2022. évi téli olimpiai játékok érmesei szkeletonban |                                          |         |                                     |         |                                 |         |
| Versenyszám                                            | Arany                                    | Arany   | Ezüst                               | Ezüst   | Bronz                           | Bronz   |
| Férfi                                                  | Christopher Grotheer · Németország (GER) | 4:01,01 | Axel Jungk · Németország (GER)      | 4:01,67 | Yan Wengang · Kína (CHN)        | 4:01,77 |
| Női                                                    | Hannah Neise · Németország (GER)         | 4:07,62 | Jaclyn Narracott · Ausztrália (AUS) | 4:08,24 | Kimberley Bos · Hollandia (NED) | 4:08,46 |